# Организация по культурному наследию, народным промыслам и туризму Ирана
Организация по культурному наследию, народным промыслам и туризму Ирана (перс. سازمان میراث فرهنگی، صنایع دستی و گردشگری‎) — это комплекс учебных и научных учреждений, осуществляющих надзор за многочисленными музейными комплексами на территории Ирана. Она управляется и финансируется Правительством Ирана.
Организация была создана 5 апреля 2006 года постановлением Меджлиса путем слияния 11 научных и культурных организаций. Нынешний глава организации Масуд Солтанифар вступил в должность 1 февраля 2014 года.
Организация публикует и контролирует издание многих журналов и книг и осуществляет проекты совместно с зарубежными музеями и научными сообществами. По масштабу и активности она близка к Смитсоновскому институту.

## Некоторые музеи и дворцы ОКННПТ
- Иранский национальный музей
- Дворец Морварид
- Дворец Саадабад
- Дворец Ниаваран
- Дворец Голестан
- Площадь Накш-е Джахан
- Иранский музей стекла и керамики
- Иранская национальная галерея ковра
- Музей Реза Аббаси
- Иранский национальный музей Малика
- Иранский национальный музей автомобилей
- Арг-е Бам
- Музей Парс в Ширазе
- Национальный музей истории медицинских наук (Иран)

## Некоторые организации, находящиеся в ведении ОКННПТ
- Организация по Туризму и Путешествиям Ирана
- Информационное Агентство Культурного Наследия
- Управление по связям с общественностью ОКННПТ
- Научно-исследовательский центр по сохранению культурных ценностей
- Центр документации ОКННПТ
- Антропологический Исследовательский Центр Норуз
- Технический отдел проектов по сохранности ОКННПТ
- Исследовательский центр традиционных искусств

## Некоторые археологические проекты ОКННПТ
- Исторический город Масуле
- Хафт Теппе
- Айапир
- Чога-Зембиль
- Султанией
- Бехистун
- Техт-е Солейман / Адур Гушнасп
- Арг-Бам
- Персеполис и Пасаргады

## Филиалы ОКННПТ
ОКННПТ имеет филиалы во всех провинциях Ирана, которые выполняют местные проекты и администрируют памятные места и музеи. Ссылки на некоторые из этих ветвей приведены ниже. Некоторые ссылки на английском языке содержат подробную информацию:
- ОКННПТ Восточного Азербайджана Архивная копия от 14 октября 2016 на Wayback Machine
- ОКННПТ Тегерана Архивная копия от 24 июля 2018 на Wayback Machine
- ОКННПТ Хорасана Архивная копия от 24 ноября 2016 на Wayback Machine
- ОКННПТ Казвина
- ОКННПТ Кума
- ОКННПТ Семнана Архивная копия от 24 октября 2016 на Wayback Machine
- ОКННПТ Кермана
- ОКННПТ Исфахана Архивная копия от 12 октября 2016 на Wayback Machine
- ОКННПТ Лурестана Архивная копия от 25 октября 2016 на Wayback Machine
- ОКННПТ Марказа
- ОКННПТ Фарса
- ОКННПТ Керманшаха Архивная копия от 21 октября 2016 на Wayback Machine
- ОКННПТ Бирдженда
- ОКННПТ Курдистана
- ОКННПТ Мазендерана
- ОКННПТ Систана и Белуджистана Архивная копия от 22 октября 2016 на Wayback Machine
- ОКННПТ Бушехра
- ОКННПТ Гилана Архивная копия от 23 ноября 2016 на Wayback Machine
- ОКННПТ Хамадана Архивная копия от 21 октября 2016 на Wayback Machine
- ОКННПТ Язда Архивная копия от 16 июля 2009 на Wayback Machine